# 樊治平
樊治平，东北大学教授，主要研究领域为管理决策分析、运作管理。入选2011年度长江学者特聘教授。任东北大学工商管理学院副院长、管理科学与信息系统研究所所长。